# Assedio del Pe-tang
L'assedio del Pe-tang fu un assedio compiuto dalla Società di giustizia e concordia durante la Ribellione dei Boxer a danno della missione cattolica di Pe-tang difesa solo da 41 marinai italo-francesi e da 2 000 - 4 000 rifugiati cinesi cristiani.

## Storia

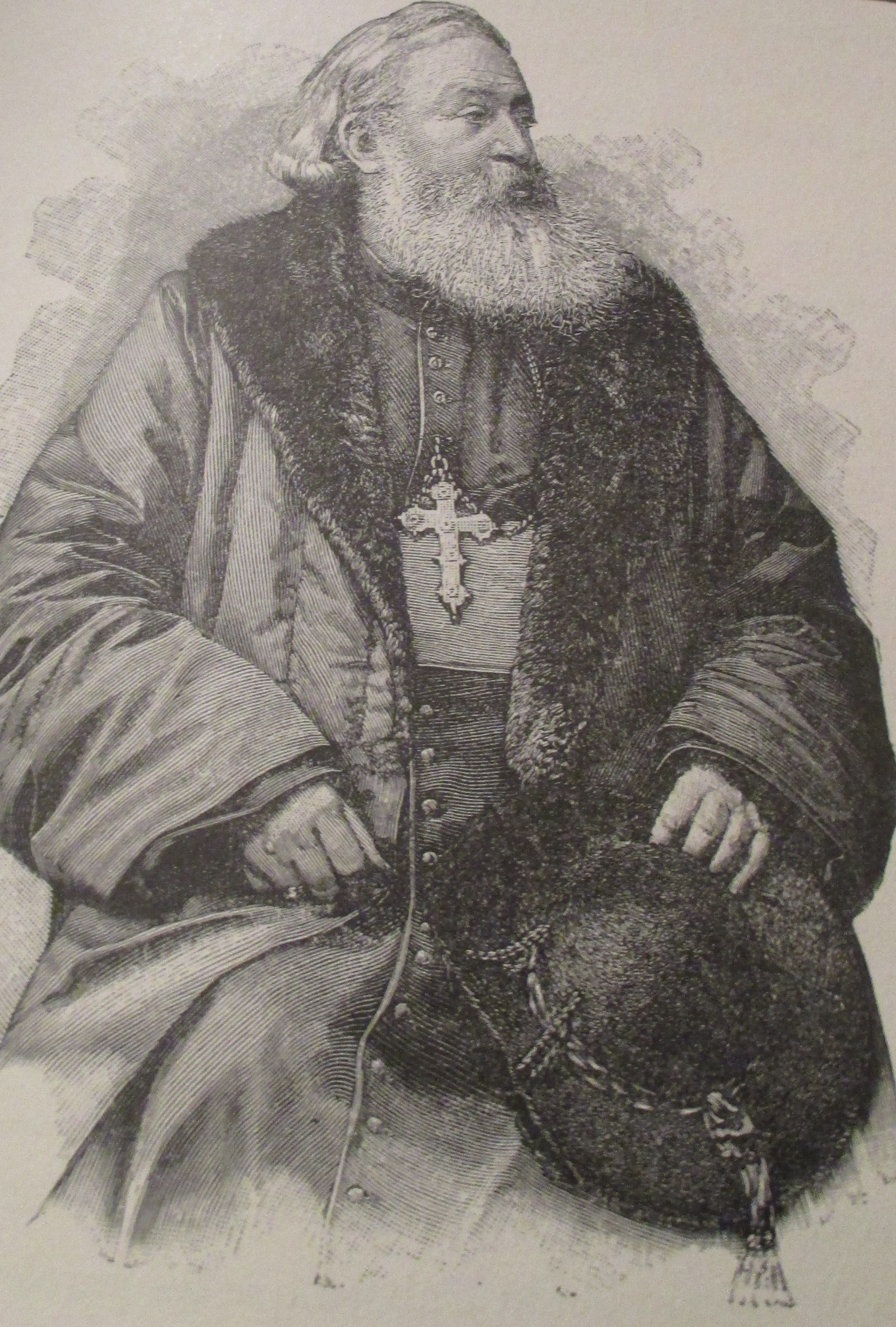
Monsignor Favier nel 1900.

Durante la ribellione dei Boxer, la chiesa cattolica di Pechino (nota come del Salvatore, Pe-tang successivamente Beitang) rimase sotto assedio di circa 10 000 Boxer dal 14 giugno al 16 agosto 1900. La sua difesa era diretta da Pierre-Marie-Alphonse Favier (1837-1905), Vicario apostolico dell'arcidiocesi di Pechino e progettista della cattedrale. Secondo W.A.P. Martin, "la difesa di quella cattedrale costituisce la pagina più brillante della storia dell'assedio". Il risultato ottenuto da Favier in  "difesa della cattedrale di Peitang a Pechino è stata a dir poco un miracolo". Secondo Martin, "La nuova chiesa, o del nord, che si trovava in un terreno aperto, era considerata in grado di difendersi, e monsignor Favier decise coraggiosamente di tenerla a tutti i costi, preservando così la vita di tremila convertiti che vi avevano preso rifugio." Poiché la cattedrale si trovava all'interno della Città Imperiale vicino alla Porta occidentale, a circa tre chilometri dal Quartiere delle Legazioni, rimase isolata dalle Legazioni estere.

## Descrizione

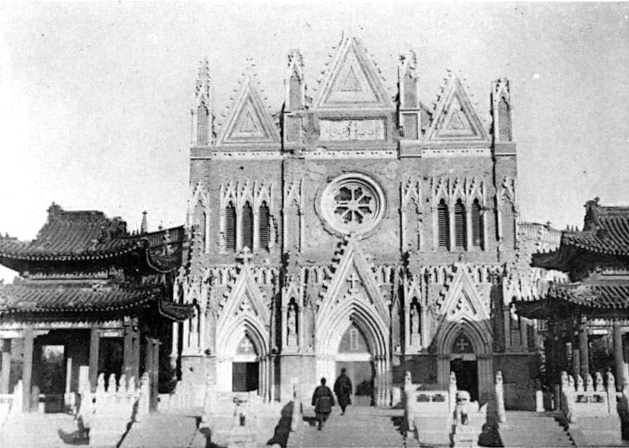
Pe-tang in una foto contemporanea all'assedio

La direzione della difesa venne affidata a Favier e la cattedrale venne barricata con l'aiuto dei militari, dei civili e degli stessi frati e suore.
Il giorno 15 giugno si fecero vivi i primi Boxer che si limitarono a chiedere di entrare minacciando e insultando gli assediati. In seguito iniziarono i veri e propri assedi con i Boxer (aiutati dall'artiglieria dell'Esercito imperiale cinese) che misero in crisi la difesa europea. L'assedio divenne particolarmente duro quando il razionamento del cibo divenne estremo, all'interno della chiesa i difensori soffrivano la fame e i pochi aiuti umanitari venivano serviti dalle suore. La direzione delle truppe francesi, in seguito alla morte dei loro due graduati, verrà affidata a Angelo Olivieri, che era già al comando dei marinai italiani. Il giorno 10 agosto una mina cinese scoppiò sotto la cattedrale e uccise 4 marinai italiani sul colpo e altri quattro vennero sepolti vivi dalle macerie, tra questi c'era Angelo Olivieri che riuscì ad essere liberato vivo assieme al cannoniere Rosselli, degli altri due rimasti sotto le macerie si sospesero le ricerche siccome il fuoco cinese ne impediva lo svolgimento.
La mattina del 16 agosto l'assedio venne rotto dai soldati giapponesi. 
Alla fine dell'assedio risultavano deceduti 5 marinai francesi, 6 italiani e circa trecento rifugiati.